# Nova Iorque
Nova Iorque este un oraș în unitatea federativă Maranhão (MA), Brazilia.